# スクール21
スクール21は、佐鳴予備校グループの株式会社エジュテックジャパンが運営する学習塾である。本部は埼玉県さいたま市中央区。旧名は英進セミナー。浦和、浦和一女、大宮といった最難関公立高校や栄東、開智、川越東、淑徳与野といった最難関私立高校の合格実績に定評がある。

## 概要
小学部・中学部・高等部を中心に、埼玉県下に57教室（2023年9月現在）を展開している。クラス指導の他、個別指導のさなる個別＠will、高等部ハイスクール＠willを展開。
県立高校の合格実績が高く、県立御三家（浦和高校、浦和一女、大宮）の合格者数は、25年連続ナンバーワン（2023年現在）を誇る。
「学習塾=厳しい、つまらない、暗いというイメージの払拭」を掲げている。私語一切禁止などという学習塾も少なくない中、講師と生徒が対話を持ちながら授業が進められるのが特徴。中学部の在籍生徒数は県内第一位。

## 沿革
- 1978年（昭和53年）3月 - 埼玉県春日部市にて「英進セミナー」創業。
- 1994年（平成6年）4月 - 成績向上保証制度導入。
- 1997年（平成9年）4月 - 本部教室を浦和市に移転。同時に名称を「スクール21」に改称。
- 2001年（平成13年）10月 - さいたまスーパーアリーナにおいて高校入試情報講演会および中高入試個別相談会を開催（以後毎年開催）。
- 2003年（平成15年）2月 - 6教室に最難関中学入試専門塾、「SC啓明館」を併設。
- 2004年（平成16年）3月 - ベネッセコーポレーションと提携し、「ベネッセこども英語教室」を開校。
- 2006年（平成18年）3月 - 早慶外語ゼミを合併。
- 2015年（平成27年）3月 - 「スクール21∑」（しぐま）を開校。
- 2022年（令和4年）9月 - さなるグループにグループイン。

## 教室
各教室の詳細については公式サイト「教室一覧」を参照。

## 入試個別相談会
2001年より毎年10月の体育の日に、さいたまスーパーアリーナを借り切って、中高入試個別相談会を開催している。埼玉県内および東京都内約200校の教員・入試担当者が集まり、約6,000人の塾生（および保護者）が個別に入試の事前相談を行う。
現時点2019年までは実施していた。
2022年度にはコロナ禍の中、今まで通り10月10日に３年ぶりに２部制の感染対策を講じ実施を果たした。

## 入試特別番組
毎年11月から12月にかけて埼玉県の公立高校入試の傾向と対策を解説する入試特番をテレビ埼玉で放映する。しかし、2020年度入試よりYouTubeにて動画を公開がされるようになったため、テレビ埼玉での特番はなくなった。これに使用する教材は、スクール21およびテレ玉の公式サイトからダウンロードすることが可能。また、埼玉県公立高校後期入試当日には夕方より解答速報を放映。授業形式で解説を行う。2022年度には再び埼玉新聞社と提携し入試対策動画を公開。
- スクール21特別授業 高校入試絶対合格シリーズ｜埼玉新聞社 (saitama-np.co.jp)